# Flim Flam
Flim Flam (1987–2004) est un cheval Hanovrien de dressage qui, avec sa cavalière Susan Blinks, a concouru pour les États-Unis aux Jeux olympiques de Sydney en 2000. Le couple a obtenu la huitième place dans la compétition individuelle, et faisait partie de l'équipe des États-Unis médaillée de bronze. Flim Flam a été engendré par l'étalon Wilhelm Tell I et la jument Cilia.

## Histoire
Flim Flam est né en 1987, de Cilia et Wilhelm Tell I. Il est de robe baie foncée et mesure 1,65 m. Flim Flam commencé sa formation avec Sue Blinks à deux ans et demi. Son propriétaire, Fritz Kundrun, lui a acheté initialement en espérant qu'il pourrait être un approuvé comme étalon Hanovrien ainsi que comme espoir dans la discipline du dressage. Toutefois, après s'être classé troisième au Bundeschampionate, Kundrun a réalisé que son cheval ne pourrait pas être victorieux comme étalon de dressage, de sorte que Flim Flam a été castré et a continué à réussir en tant que cheval de dressage.
La première grande compétition internationale de Flim Flam est en 1998, aux Jeux équestres mondiaux de Rome. Sue Blinks termine 12e individuellement et 4e avec l'équipe américaine. En 2000, Flim Flam et Sue Blinks remportent le championnat national de dressage des États-Unis. Le couple a littéralement volé la vedette. Le cheval a été classé comme étant dans les six meilleurs chevaux de compétition de dressage à l'époque.
Flim Flam a concouru pour les États-Unis dans les Jeux Olympiques de 2000 à Sydney, en Australie, avec Blinks, remportant la 8e place individuellement et la médaille de bronze avec les cavaliers membres de l'équipe américaine Robert Dover, Gunter Seidel, et Christine Traurig,. Jane Savoie a été crédité avec le coaching de la paire. Elle avait aidé Sue Blinks avec Flim Flam depuis qu'il a trois ans. En 2001, Flim Flam a remporté la première place dans le Dressage Spécial et une deuxième place au Grand Prix de dressage de compétition à salon du Cheval de Devon. Sue Blinks et Flim Flam ont été le premier couple cheval-cavalier des États-Unis pour la médaille d'argent en dressage de l'équipe aux Jeux Équestres mondiaux de 2002,.
Après son départ à la retraite à l'été 2004, Flim Flam se repose dans un champ lorsqu'il montre des signes de coliques. Il a été emmené au Palm Beach Equine à Wellington, en Floride. Flim Flam est décédé le 28 octobre 2004, de complications découlant de la colique ; son ventre a éclaté, l'obligeant à être euthanasié sur la table d'opérations. Il avait 17 ans,.

## Héritage
Breyer Animal Créations a créé un modèle de cheval basé sur Flim Flam entre 2003 et 2004. Sue Blinks crédite son cheval comme ayant fait « une grande partie de son éducation » comme cavalière. Elle a aussi noté que l'un de ses points forts était de « pouvoir piaffer sans s'arrêter, en fait ».

## Pedigree
Pa son père, Film Flam est le neveu de Wilhelm Tell II. Wilhelm Tell II est le père de plusieurs chevaux de dressage et d'obstacle réputés.
| Père Wilhelm Tell J' | Wedekind   | Ferdinand   | Ferrara         |
| Père Wilhelm Tell J' | Wedekind   | Ferdinand   | Herzenskind     |
| Père Wilhelm Tell J' | Wedekind   | Atlasmaedel | Athos           |
| Père Wilhelm Tell J' | Wedekind   | Atlasmaedel | Koenigsliebe    |
| Père Wilhelm Tell J' | Donauliese | Don Carlos  | Dominik         |
| Père Wilhelm Tell J' | Donauliese | Don Carlos  | Fasanenmoos     |
| Père Wilhelm Tell J' | Donauliese | Festglorie  | Fernruf         |
| Père Wilhelm Tell J' | Donauliese | Festglorie  | Frisenblume     |
| Mère Cilia           | Cavalier   | Cardinal    | Off Key         |
| Mère Cilia           | Cavalier   | Cardinal    | Chevaliers Star |
| Mère Cilia           | Cavalier   | Fackel      | Ferdinand       |
| Mère Cilia           | Cavalier   | Fackel      | Asternprinzess  |
| Mère Cilia           | Liebelei   | Lugano II   | Der Loewe       |
| Mère Cilia           | Liebelei   | Lugano II   | Altwunder       |
| Mère Cilia           | Liebelei   | Dascha      | Domaenenrat J'  |
| Mère Cilia           | Liebelei   | Dascha      | Astgirl         |